# Гетер (газопоглинач)

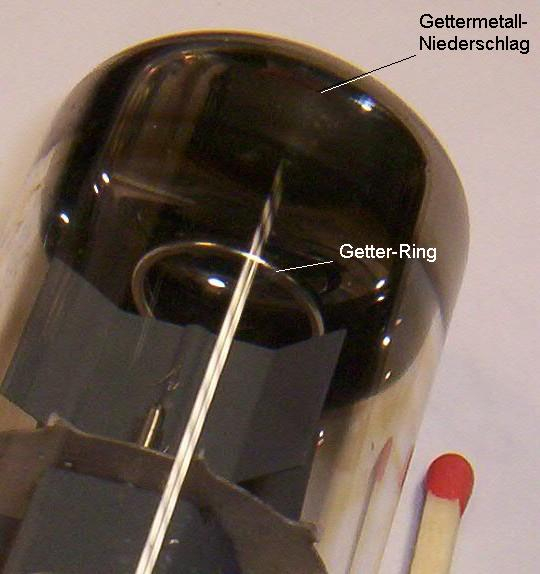
Гетер в електровакуумному приладі

Гетери (англ. getters) — газовбирачі — речовини з високою вбирною спроможністю щодо кисню, водню, азоту, вуглекислого газу, пари води та інших газів, крім інертних. Часто використовуються в пристроях (які також у побуті часто називають «гетери») для газопоглинання та забезпечення необхідного ступеня вакуумування електровакуумних приладів і у вакуумних насосах сорбційного типу.

## Принцип роботи
Вбирання гетерами газів зумовлено:
- сорбцією гетерів під час випаровування і конденсації газів;
- дифузією газів у гетери, нагріті до певної температури;
- утворенням хімічних сполук газу з нагрітими гетерами.

## Види та характеристики
Розрізняють гетери леткі і нелеткі.
Леткі гетери (найпоширеніший — барій, інколи — магній) зв'язують гази, випаровуючись або осаджуючись на стінки приладів (металеве дзеркало). Їх випускають у вигляді контейнерів-пігулок (Ba у залізній, нікелевій або мідній оболонці, технічна назва відповідно феба, ніба, куба), сплавів з Al, Th, Ti, Ta, Be (наприклад, сплав Ba з Al з добавками Ni під назвою «альбані») або у вигляді хімічних сполук, котрі легко розкладаються з виділенням барію.
При нагріванні індуктором схожого на тарілку поміщеного в електровакуумний прилад відкритого або закритого металевого контейнера з речовиною, з неї виділяється вищезгаданий метал. За зовнішнім виглядом контейнера можна оцінити стан електровакуумного приладу: при тривалій і активній експлуатації він темніє, покривається специфічними плямами, кільцями, змінює колір. При порушенні вакууму покривається специфічним молочно-білим нальотом.
Нелеткі гетери (титан, цирконій, торій, тантал, вольфрам тощо) вбирають гази при високих робочих температурах (водень при 300…400 °C, кисень — 700…800 °C, азот — 700…1000 °C, водяну пару при 200…400 °C) головним чином в результаті розчинення або хемосорбції. Зазвичай гетери застосовують у вигляді плівок, нанесених порошковим методом, пористих пігулок, трубок, кілець із згаданих речовин, або з них виготовляють деталі приладів. Так, при видаленні повітря гетер може знизити тиск не більше, ніж в 100 разів, так як кисень та азот повітря утворюють з металом гетера оксиди та нітриди, а аргон, вміст якого близько 1 %, залишиться. Але, застосувавши попереднє продування безаргоновою сумішшю газів посудини, що відкачується, можна добитися значного збільшення ступеня гетерного вакуумування.

## Використання
Найбільше застосування отримали сплави барію із алюмінієм,зокрема гетер альба (алюміній + барій із співвідношенням мас компонентів 1:1). Використовують гетер бато (барій-алюмінієвого сплаву із співвідношенням мас 1:1 міститься 24%, торію - 73%, окису заліза - 3%) та баті (барій-алюмінієвого сплаву - 57%, титану - 36%, окису заліза - 7%). Наявність у них торію або титану зменшує леткість алюмінію внаслідок утворення термічно стійких сплавів алюмінію з цими елементами. Остання обставина є важливою, оскільки надлишкове випаровування алюмінію може призвести до екранування гетерного дзеркала. 
Використовується також баталовий гетер (суміш карбонатів барію та стронцію, нанесена на танталову спіраль), недоліком якого є сильне виділення газів при розкладанні карбонатів. Гетерне (барієве) дзеркало, яке утворюється при випаровуванні баталового гетеру, поглинає водень кисень, азот й пари води у діапазоні температур 100-200 С. 
З трубкових найбільше застосовується гетер феба - барій у залізній трубці із довнішнім діаметром 0,6-2,5 мм. При нагріванні до температури 900-1100 С барій дифундує крізь стінки трубки, осідаючи на холодній поверхні (стінках лампи). 
В якості нелетких гетерів застосовують титан, цирконій, торій й тантал. Робоча температура, яка забезпечує ефективне поглинання газів цими гетерами, доволі висока й для різних газів неоднакова (для водню 300-400 С, кисню 700-800 С, азоту 700-1000 С, для водяних парів 200-400 С), що є недоліком гетеру такого виду. Більш низькими робочими температурами й більш високою сорбійною здатністю наділні гетери на основі справів титану або цирконію із алюмінієм. З таких найбільше застосовується гетер циаль - сплав цирконію (84%) та алюмінію (16%). 
Нелеткі легети такою виготовляють на основі церієвого мишметалу (60-70%) й алюмінію. Суміш однієї частини маси порошку такого сплаву із 4 частинами торію називається цето. 
Гетери використовують: в електронних високо-вакуумних або іонних приладах — для вбирання газів і пари, що залишаються після відкачування, або тих, що виділяються під час експлуатації приладів; у наповнених інертними газами приладах — для очищення цих газів від сторонніх домішок; як робоче тіло гетерних і гетерно-іонних вакуумних насосів.
Гетерний вакуумний насос — сорбційний насос, у якому відкачування відбувається внаслідок хемосорбції газу гетером
Гетерно-іонний вакуумний насос — гетерний насос, у якому поряд з хемосорбцією виникає іонізація газу з наступним проникненням прискорених іонів у поверхню розпиленого гетера.
Для підвищення швидкості поглинання газів й збільшення сорбційної ємності поглинаючу поверхню гетеру вдосконялюють. З цією метою випаровують гетеру у середовищі інертного газу, що надає плівці барію більш рихлу й гранулометричну структуру. Для покращення сорбційної здатності нелеткі гетери виготовляють у вигляді пористих таблеток. 
Гетери використовують у електронних й високовакуумних або йонних пристроях для поглинання газів та парів, які залишаються після відкачування або які виділяються при експлуатації пристроїв; у наповнених інертними газами пристроях - для очищення наповнюючого їх газу від сторонніх домішок, а також в якості робочої речовини вакуумних насосів. Гетер також застосовують у порошковій металургії для очистки захисних газових середовищ при спіканні декотрих металів (титану, хрому, танталу), які активно розчиняють гази (титану) або утворюючі важко відновлювані окисли (хрому, танталу). У цьому випадку гетери у вигляді тонких порошків титану, гідриду титану, хрому, ферохрому й кремнію уводять в засипку з порошків тугоплавких окислів ({\displaystyle \mathrm {Al_{2}O_{3},\,\,\,MgO,\,\,\,Zr_{2}O} }), якою покривають вироби, які спікаються. 